# Idaea murinata
Idaea murinata là một loài bướm đêm trong họ Geometridae.